# Baía de Manila

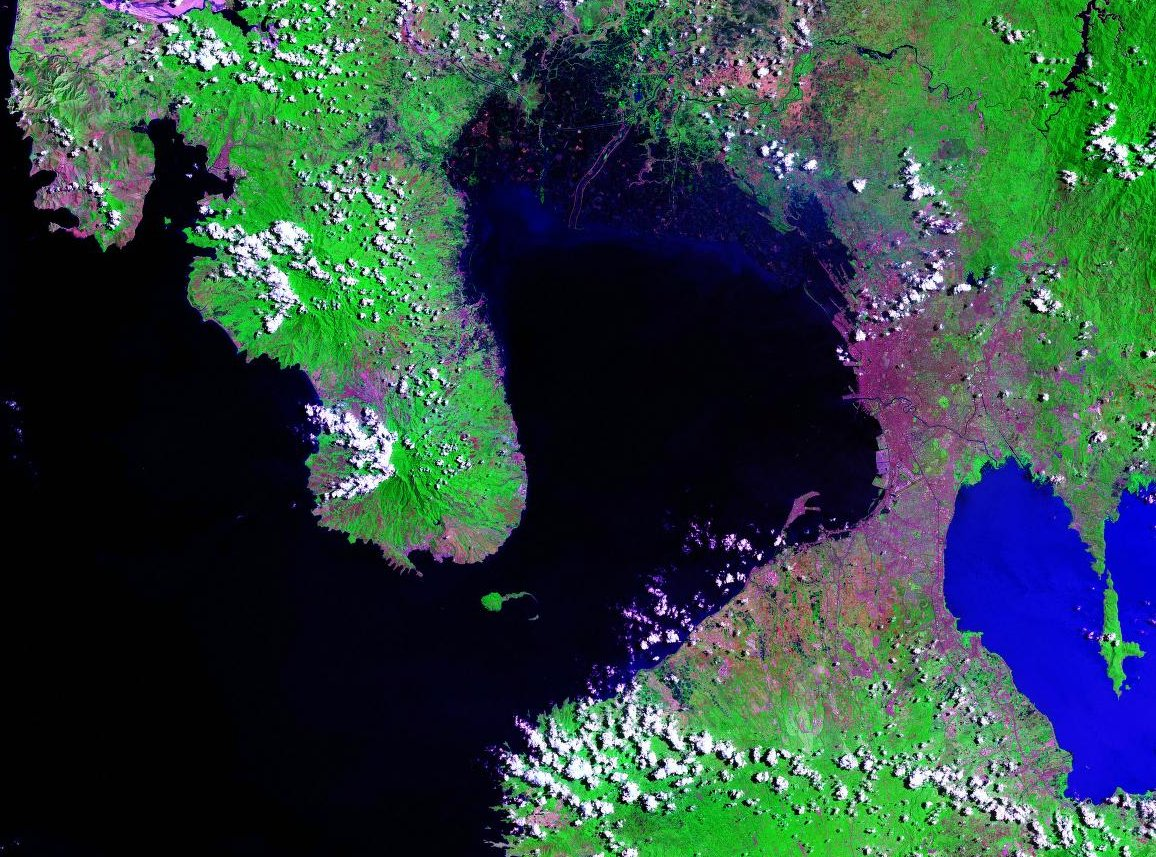
A Baía de Manila vista pelo satélite Landsat.

A baía de Manila é um dos melhores portos naturais do mundo, que serve de porto para a cidade do mesmo nome, na ilha de Luzon, nas Filipinas. Tem uma largura de 19 km na entrada e um comprimento de 48 km.
Em cada lado da baía há pequenos picos vulcânicos recobertos de vegetação tropical; 40 km a norte está situada a península de Bataan e a sul a província de Cavite. Na entrada da baía existem diversas ilhas, entre elas a maior e mais famosa de todas, Corregedor, a 3 km de Bataan e que junto com a ilha de Caballo separa a boca da baía em dois grandes canais.
Ela foi palco de uma batalha naval no fim do século XIX e do cerco da ilha de Corregidor em 1942, durante a invasão japonesa das Filipinas.